# Elina Vrahnou
Elina Vrahnou, grekisk skådespelerska.

## Filmografi
- (2000) - Mavro Gala
- (1999) - Sta Ftera Tou Erota TV-serie
- (1998) - O Megalos Thimos TV-serie
- (1995) - Pirasmos TV-serie
- (1994) - Arahtoi Kai Light TV-serie